# Giovanni Puoti
Giovanni Puoti (Roma, 20 luglio 1944) è un giurista italiano, rettore dell'Università degli Studi Niccolò Cusano dal 2010 al 2013.

## Biografia
Puoti si laurea nel 1966, in giurisprudenza presso l'Università degli Studi di Roma "La Sapienza". Pochi anni dopo la laurea, nel 1968, entra in magistratura militare. Nel 1973 vince il concorso a magistrato della giustizia amministrativa ed è destinato al TAR dell'Umbria, ma rinuncia per proseguire la carriera universitaria.
Nel gennaio del 1995 è nominato Sottosegretario di Stato nel governo di Lamberto Dini (gennaio 1995 - maggio 1996).

### Attività accademica
La sua carriera accademica ha inizio nel 1969 quando diviene assistente volontario della cattedra di diritto tributario nell'università in cui si è laureato. Nel 1973 divenuto assistente ordinario e si dimette dalla magistratura per proseguire la carriera di insegnamento che lo porterà a diventare nel 1973 professore di diritto tributario presso l'Università di Pisa. Diventa professore ordinario nel 1980 ed è titolare della cattedra di diritto tributario nella Facoltà di Giurisprudenza dell'Università di Macerata e successivamente titolare della cattedra di diritto tributario interno e internazionale nella Facoltà di scienze politiche della Università di Roma La Sapienza dall'anno accademico 1986/87 all'anno accademico 2010/11. Ha insegnato anche nella Facoltà di Economia della Libera università internazionale degli studi sociali Guido Carli (Luiss) di Roma.
Dal 16 novembre 2010 al 30 settembre 2013 Puoti è stato Rettore dell'Università degli Studi Niccolò Cusano di Roma ed attualmente ne è Pro Rettore 

### Altre attività
- È stato membro del Consiglio superiore delle finanze dal 1995 al 2001
- È stato membro del Consiglio di Amministrazione dell'Ente nazionale per l'aviazione civile-ENAC dal 1998 al 2003
- È stato membro del Consiglio di Amministrazione dell'Ente nazionale per il Microcredito, ente pubblico non economico, dal 2008 al 2015
- Nel 1999 ha fondato la Rivista di diritto tributario internazionale, di cui è membro del Comitato dei Garanti
- Dal 2000 è componente del Consiglio Direttivo dell'Automobile Club di Roma
- È stato console onorario del Principato di Monaco a Roma, con giurisdizione su Lazio, Abruzzo e Umbria dal 2003 al 2013; dal 2017 è console onorario del Principato di Monaco ad Ancona, con giurisdizione su Marche, Abruzzo, Molise, Lazio, compresa la città di Roma
- E' Presidente della Fondazione "Niccolò Cusano" per la ricerca medica e scientifica
- È membro del Consiglio di Amministrazione dell'Università degli Studi Niccolò Cusano e Pro Rettore della stessa Università
- È socio fondatore dello Studio Legale Tributario Internazionale Puoti, Longobardi e Bianchi

## Opere
- Il lavoro dipendente nel diritto tributario, Franco Angeli, 1975.
- Istruzione e prova nel procedimento d'imposizione, Veutro Editore, Roma, 1979.
- I tributi locali.Procedimenti sanzonatori e di riscossione coattiva. Impugnazione degli atti ed opposizioni, CEDAM, 2005 (coautori F.Simonelli, B.Cucchi).
- Diritto dell'esecuzione tributaria, CEDAM, 2007 (coautore B.Cucchi).
- I reati tributari, CEDAM, 2008 (coautore F.Simonelli).
- La nuova riscossione tributaria. Procedure esecutive e di notificazione, CEDAM, 2012 (coautori F.Simonelli, B.Cucchi).
- Commentario del Processo Tributario, Pacini Giuridica , 2018 (coautori F. Simonelli, B. Cucchi)